# 名古屋港水族館

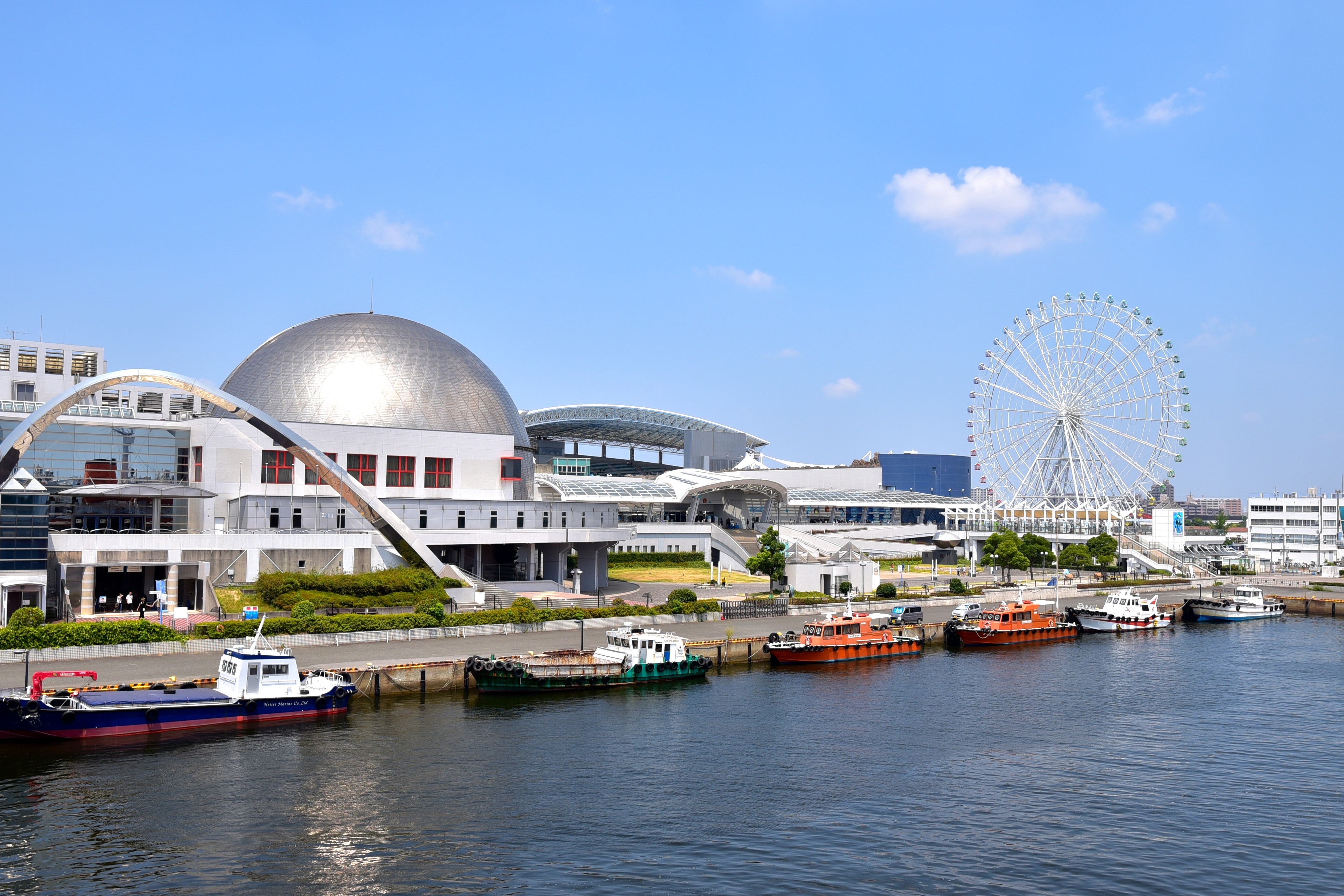
名古屋港水族館

名古屋港水族館（日语：名古屋港水族館、なごやこうすいぞくかん）是日本愛知縣名古屋市港區名古屋港花園碼頭的一個公立水族館。名古屋港水族館由公益財團法人名古屋港振興財團管理運營，是日本面積最大的水族館，並且擁有世界最大規模的戶外水槽。2017年度，名古屋港水族館全年遊客人數有2,221,822人。

## 外部連結
- 公益財団法人名古屋みなと振興財団 （页面存档备份，存于）
- 名古屋港水族館 （页面存档备份，存于）